# Donnazac
Donnazac település Franciaországban, Tarn megyében. Lakosainak száma 59 fő (2022. január 1.). Donnazac Frausseilles, Cahuzac-sur-Vère, Cestayrols, Noailles és Souel községekkel határos.

## Népesség
A település népességének változása:
| Lakosok száma | 79   | 77   | 78   | 80   | 76   | 71   | 67   | 65   | 59   |
|               | 2013 | 2015 | 2016 | 2017 | 2018 | 2019 | 2020 | 2021 | 2022 |